# Syneora strixata
Syneora strixata är en fjärilsart som beskrevs av Walker 1862. Syneora strixata ingår i släktet Syneora och familjen mätare. Inga underarter finns listade i Catalogue of Life.